# Gun Interactive
Gun Interactive (стилизованно как Gun.), ранее называлась Gun Media — американская частная компания по производству и выпуску видеоигр и базирующаяся в городе Лексингтон в Кентукки. Была основана в 2010 году Ронни Хоббсом и Уэсом Келтнером.
Наибольшую известность компания получила в 2017 году, когда выпустила видеоигру в жанре survival horror под названием Friday the 13th: The Game.

## История
Gun Interactive была основана в 2010 году Ронни Хоббсом и Уэсом Келтнером, а активную работу компания начала в 2012 году.
В июле 2013 года Gun выпустила свою первую игру под названием Breach & Clear, которая принесла компании неплохую известность и прибыль. Спустя 2 года, 21 июля 2015 года, был выпущен сиквел под названием Breach & Clear: Deadline.
25 ноября 2014 года Gun выпустила на PlayStation 4 свою первую консольную игру под названием Speakeasy. Игра была встречена неоднозначно, а в настоящее время больше недоступна в PlayStation Network.
В 2015 году Рэнди Гринбек, директор и исполнительный продюсер Gun, запустил две кампании по сбору денежных средств на Kickstarter и BackerKit для создания видеоигры по мотивам хоррор-франшизы «Пятница, 13-е». По итогам обе эти кампании в совокупности собрали $1.1 миллион, из-за чего этот проект занял 106-е место в списке самых популярных краудфандинговых проектов. Изначально игра разрабатывалась студией IllFonic под рабочим названием «Слэшер. Часть 1: Летний лагерь», однако вскоре игра была изменена и подстроена под «Пятницу, 13-е». Поначалу выход игры планировался на 2016 год, однако вскоре дата релиза была перенесена на неопределённый срок, а чуть позже игра, получившая название  Friday the 13th: The Game, была выпущена на Windows, PlayStation 4 и Xbox One 26 мая 2017 года.
29 мая 2019 года Gun выпустила свою следующую игру под названием Layers of Fear 2 на Windows, PS4 и Xbox One. Игра была встречена умеренно-положительно. 
В октябре 2022 года стало известно, что Gun приобрела права на игровую адаптацию хоррор-франшизы «Техасская резня бензопилой» у автора сценария оригинального фильма Кима Хенкеля. 25 мая 2023 года был проведён бета-тест игры, а 18 августа того же года Gun выпустила игру, получившую название The Texas Chain Saw Massacre, на Windows, PlayStation 4, PlayStation 5, Xbox One и Xbox Series X/S.

## Игры
| Год  | Название                     | Разработчик(и)                   | Платформы                                                                  |
| ---- | ---------------------------- | -------------------------------- | -------------------------------------------------------------------------- |
| 2013 | Breach & Clear               | Mighty Rabbit Studios            | Android, iOS, MacOS, Microsoft Windows, Linux, PlayStation Vita            |
| 2014 | Speakeasy                    | Super Soul                       | PlayStation 4                                                              |
| 2015 | Breach & Clear: Deadline     | Mighty Rabbit Studios, Gun Media | MacOS, Microsoft Windows, Linux, PlayStation 4, Xbox One                   |
| 2017 | Friday the 13th: The Game    | IllFonic                         | Microsoft Windows, Nintendo Switch, PlayStation 4, Xbox One                |
| 2019 | Layers of Fear 2             | Bloober Team                     | Microsoft Windows, Nintendo Switch, PlayStation 4, Xbox One                |
| 2023 | The Texas Chain Saw Massacre | Sumo Nottingham                  | Microsoft Windows, PlayStation 4, PlayStation 5, Xbox One, Xbox Series X/S |